# Rozendaal
Rozendaal és un municipi de la província de Gelderland, al centre-est dels Països Baixos. L'1 de gener del 2021 tenia 1.726 habitants repartits sobre una superfície de 27,95 km² (dels quals 0,03 km² corresponen a aigua). Limita al nord amb Apeldoorn i Brummen i al sud amb Arnhem i Rheden.

## Centres de població
- Imbosch
- Rozendaal
- Terlet

## Administració
El consistori consta de 9 membres, compost per:
- Belangengemeenschap Rozendaal, 4 regidors
- Rosendael74, 3 regidors
- Progressief Akkoord Rozendaal, 2 regidors